# Lípa u sv. Jana
Lípa u Sv. Jana je památný strom, který roste v centru města Havlíčkův Brod mezi pravým břehem Sázavy a Žižkovou ulicí, u sochy sv. Jana Nepomuckého. Lípa malolistá (Tilia cordata Mill.) roste v blízkosti sportovního areálu v nadmořské výšce 450 m. Její stáří je odhadováno na 150 let. Obvod kmene je 610 cm, výška stromu dosahuje 25 m, šířka koruny je 20 m a její výška 22 m (měřeno 2009). Její zdravotní stav je velmi dobrý, v roce 1999 byl proveden zdravotní a odlehčovací řez, konzervace drobných dutin a poranění, došlo k odstranění náletu. V roce 2007 byl proveden další zdravotní řez. Lípa je chráněna od 8. června 1999 jako krajinná dominanta, významná svým vzrůstem.